# ويل هاتشر
ويل هاتشر (بالإنجليزية: Will Hatcher)‏ مواليد 8 أغسطس 1984 في فلينت، هو لاعب كرة سلة أمريكي. بدأ مسيرته الاحترافية في سنة 2006. يحمل الرقم 25. يبلغ طوله 6 قدم 2 بوصة (1.9 م).

## المسيرة الاحترافية
لعب مع نادي سيبيو لكرة السلة في موسم 2007–2008، ثم لعب مع إس تي بي لو هافر في الدوري الفرنسي في موسم 2013–2014، ثم لعب مع سبيرو شارلوروا في موسم 2014–2015، ثم لعب مع نادي بارتيزان لكرة السلة في سنة 2016.

## روابط خارجية
- ويل هاتشر على موقع الدوري الأوروبي لكرة السلة (الإنجليزية)
- ويل هاتشر على موقع كرة السلة الأوروبية.كوم (الإنجليزية)
- ويل هاتشر على موقع DraftExpress.com (الإنجليزية)
- ويل هاتشر على موقع كلية كرة السلة في سبورتس رفرنس.كوم (الإنجليزية)
- ويل هاتشر على موقع ريلجم (الإنجليزية)
- ويل هاتشر على موقع بروبوليرز (الإنجليزية)
- ويل هاتشر على موقع سبورتس رفرنس (الإنجليزية)